# Tigerfinkar
Tigerfinkar (Amandava) är ett fågelsläkte i familjen astrilder inom ordningen tättingar: Släktet omfattar här tre arter som förekommer dels i södra och sydöstra Asien från Pakistan österut till Små Sundaöarna, dels i Afrika söder om Sahara:
- Röd tigerfink (A. amandava)
- Grön tigerfink (A. formosa)
- Guldbröstad tigerfink (A. subflava)

Grön och guldbröstad tigerfink placerades tidigare ofta tillsammans i det egna släktet Sporaeginthus.